# Krachia cossmanni
Krachia cossmanni là một loài ốc biển, động vật chân bụng trong họ Cerithiopsidae, được tìm thấy ở các vùng nước thuộc châu Âu, bao gồm Vương quốc Anh Exclusive Economic Zone. Nó được mô tả bởi Dautzenberg and Fischer H., năm 1896.